# Interface (альбом)
Interface — дебютный студийный альбом британской дум-метал-группы Dominion. Был выпущен 16 августа 1996 году в Британии лейблом Peaceville Records. Помимо официально заявленного списка композиций альбом содержал и скрытую композицию «Deceiver». В 2006 году лейбл переиздал материал альбома в виде компиляции с материалом второго альбома, что вновь привлекло внимание слушателей к творчеству группы.

## Об альбоме
В основном альбом состоит из песен, которые группа записала после кардинальной смены состава и музыкального жанра, тем самым отказавшись использовать материал предыдущих демозаписей.
В 1995 году группа пережила смену значительную состава: ушли вокалист, бас-гитарист и барабанщик. С приходом новых музыкантов группа значительно меняет жанровую принадлежность: отдав предпочтение женскому вокалу, группа также стала тяготеть к весьма экзотической на тот момент смеси дэт-метала и дум-метала с элементами грув-метала. Меняется и тематика песен: группа отказывается от откровенно сатанистских текстов в пользу довольно мрачных изысканий. Как отражение произошедших изменений группа также сменила и название на «Dominion». Впоследствии немалый интерес к альбому вызвало и участие в нём Аарона Стейнторпа из группы My Dying Bride, исполнившего партии мужского вокала для песни «Alive?» («Живой?»).

## Критика
Педро Азеведо в своей рецензии, опубликованной на сайте «Chronicles of Chaos», отмечал, что на альбоме группа представила скорее интересные, чем оригинальные риффы, плотный звук с чистым басом, но не смогла выдержать равное качество для всех композиций. Сами песни обладают интересными элементами, и наиболее отличаются композиции «Silhouettes» и «Weaving Fear». Азеведо заключает, что группа демонстрирует хороший потенциал, но им не хватает чего-то, что выделило бы их среди прочих групп.

## Список композиций
1. «Tears from the Stars» — 4:15
2. «Millennium» — 3:50
3. «Silhouettes» — 4:50
4. «Alive?» — 5:47
5. «Weaving Fear» — 5:55
6. «The Voyage» — 5:33
7. «Deep into Me» — 4:22
8. «Impulse» — 5:10
9. «Conspire to Be» — 5:11
10. «Hollowvision» — 5:44
11. «Deceiver» (Скрытый трек) — 2:27

## Участники записи
- Мишель Ричфилд — вокал
- Масс Фирт — вокал, гитара
- Арно Кэгна — вокал, гитара
- Дэнни Норт — бас-гитара
- Билл Лоу — ударные
- Аарон Стейнторп — гостевой вокал в песне «Alive?»